# Szécsénke
Szécsénke é um município da Hungria, situado no condado de Nógrád. Tem 9,78 km² de área e sua população em 2015 foi estimada em 195 habitantes.